# Сублекоз
Сублеко́з (фр. Soublecause, окс. Soblacausa) — коммуна во Франции, находится в регионе Юг — Пиренеи. Департамент — Верхние Пиренеи. Входит в состав кантона Кастельно-Ривьер-Бас. Округ коммуны — Тарб.
Код INSEE коммуны — 65432.

## География
Коммуна расположена приблизительно в 620 км к югу от Парижа, в 120 км западнее Тулузы, в 35 км к северу от Тарба.
На востоке коммуны протекает река Луэт.

## Климат
Климат умеренно-океанический с солнечной тёплой погодой и обильными осадками на протяжении практически всего года.

## Население
Население коммуны на 2010 год составляло 180 человек.
| 1962 | 1968 | 1975 | 1982 | 1990 | 1999 | 2010 |
| ---- | ---- | ---- | ---- | ---- | ---- | ---- |
| 153  | 165  | 160  | 180  | 183  | 175  | 180  |

## Администрация
| Период | Период | Фамилия       | Партия | Примечания |
| ------ | ------ | ------------- | ------ | ---------- |
| 2001   | 2008   | Жильбер Пер   |        |            |
| 2008   | 2014   | Жан-Клод Гийо |        |            |
| 2014   | 2020   | Жоэль Лакабан |        |            |

## Экономика
В 2010 году среди 97 человек трудоспособного возраста (15-64 лет) 69 были экономически активными, 28 — неактивными (показатель активности — 71,1 %, в 1999 году было 62,2 %). Из 69 активных жителей работали 65 человек (34 мужчины и 31 женщина), безработных было 4 (4 мужчины и 0 женщин). Среди 28 неактивных 6 человек были учениками или студентами, 16 — пенсионерами, 6 были неактивными по другим причинам.

## Достопримечательности
- Церковь Св. Андрея (XV век). Исторический памятник с 1992 года[4]

## Фотогалерея

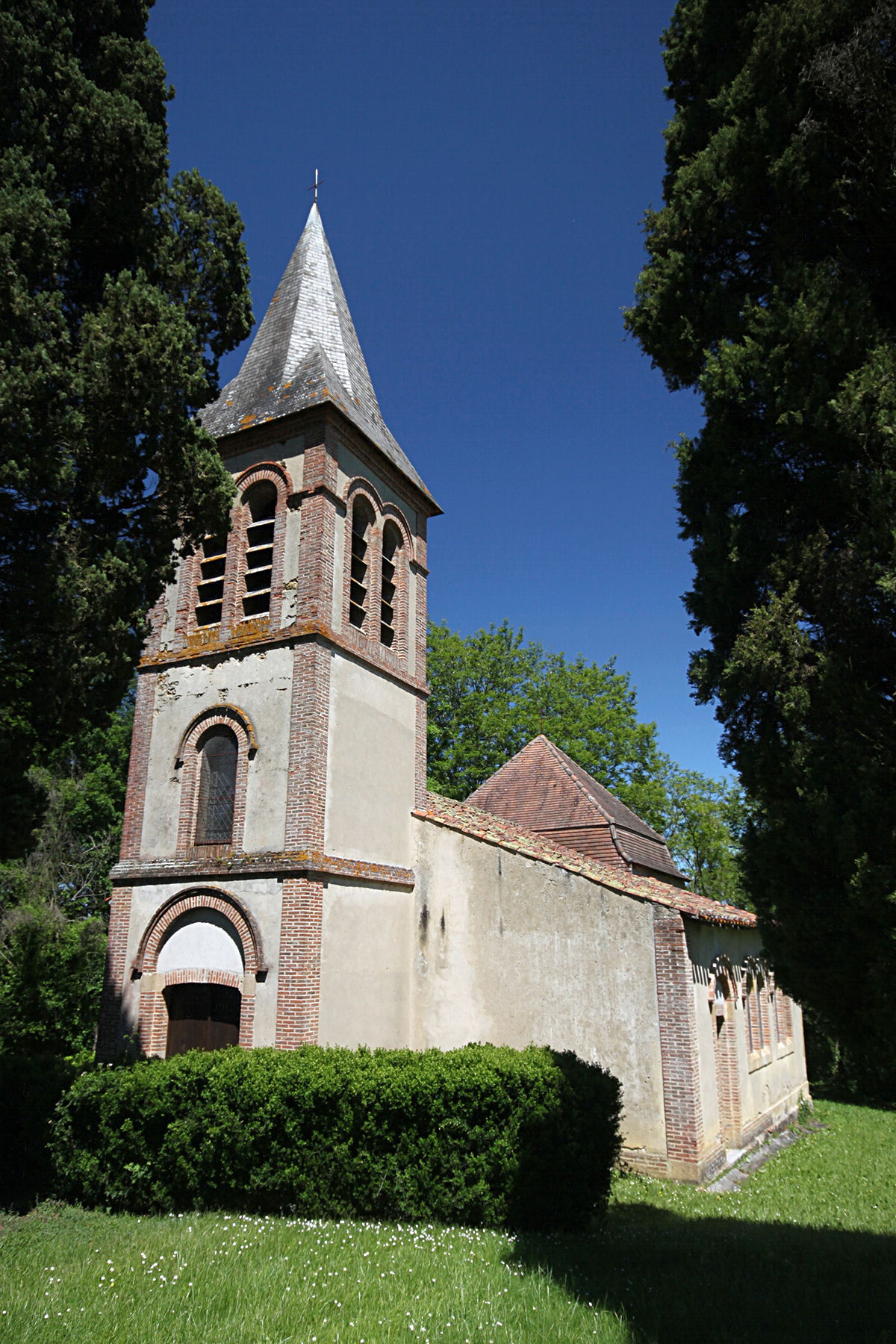
Церковь Св. Андрея
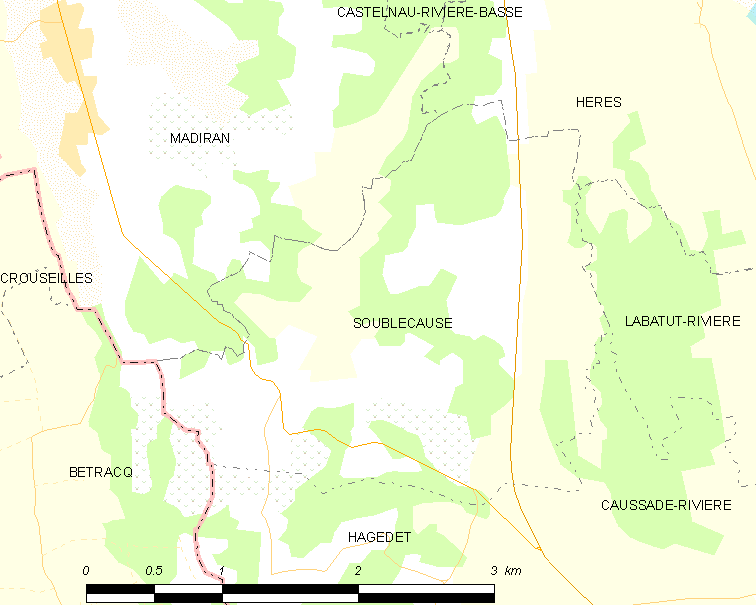
Карта коммуны